# Thilde Barboni
Pour les articles homonymes, voir Barboni.
Thilde Barboni, née le 4 décembre 1956 à Charleroi (province de Hainaut), est une femme de lettres belge d'expression française, enseignante et scénariste de bande dessinée.

## Biographie

### Jeunesse et formation
Thilde Barboni naît le 4 décembre 1956 à Charleroi d'une mère hollandaise et d'un père italien. Elle suit une formation de psychologue clinicienne et de traductrice[Où ?][Quand ?]. Elle est également enseignante en traduction au département d’italien de la Faculté de Traduction et d’Interprétation de l'Université de Mons (UMons). En termes d'influences, elle cite Enki Bilal et Philip K. Dick.

### Carrière d'écrivain
En 1982 paraît son premier ouvrage : L'Exil du Centaure, aux Éditions Le Cri. Elle écrit également des nouvelles dans des revues, comme Marginales. En parallèle, elle a écrit deux pièces de théâtre et elle a diffusé deux feuilletons radiophoniques. En 2000, elle livre Frémissements, qui remporte en 2001 le prix des lectrices du magazine féminin Gael. En 2003, sa pièce Imprévus dans un musée est produite au Théâtre royal du Parc.
En 2004 paraît Élisabeth ou la dérobade amoureuse : intimité d'une reine, roman historique sur la reine Élisabeth. En 2006, elle signe Escale au jardin des délices. En 2008, sa pièce Maison de vacances est produite au Théâtre royal du Parc,. En 2014, elle signe Les Notes de Jimi H. qui « interroge la question des secrets de famille et de leur poids dans la transmission générationnelle ». En 2022, elle livre le roman plein de nostalgie Les Enfants de Cinecittà publié dans la collection « Évasion » aux éditions Academia.

### Carrière de scénariste de bande dessinée
À partir de 2010, elle scénarise des bandes dessinées publiées par Dupuis : Rose d'Elisabethville, dessiné par Séraphine, qui évoque la décolonisation du Congo belge. Trois ans plus tard, dans la série Agence Interpol, elle signe le volume 3, servi par le dessin d'Alessio Lapo. Elle s'associe avec Emmanuel Murzeau pour publier, via Sandawe, le diptyque de science-fiction Les Anges visiteurs en 2015 - 2016. En parallèle, elle scénarise pour Guillem March les deux tomes du thriller Monika. En 2017, avec Olivier Cinna, elle livre Hibakusha, intrigue amoureuse se déroulant à Hiroshima pendant la Seconde Guerre mondiale,. Il s'agit de l'adaptation d'une nouvelle de l'autrice : Fin de transmission. Elle écrit ensuite D. O. W., une bande dessinée d'aventure avec le dessin de Gabor (Gabriel López Mendoza) : le premier tome de la série paraît en 2020. La série est prévue en quatre volumes.

## Œuvres

### Romans
- L'Exil du Centaure[24], éd. Le Cri, 1982 (BNF 34780240) ; réédition 2000  (ISBN 2-87106-264-1),prix de la Ville de Bruxelles 1982[25].
- Les Nuits de satin blanc, éd. Le Cri. 1983  (ISBN 2-87106-002-9)
- Les Voisins de la comète, Lausanne ; Paris, P.-M. Favre, coll. « Littérature », 1985  (ISBN 2828901823)
- Affaires de famille, Favre, 1987  (ISBN 2-8289-0267-6)
- L'Île captive, Favre, 1988,  (ISBN 2-8289-0349-4)
- Maman vit sa vie, Calmann-Lévy, 1995  (ISBN 2-7021-2404-6)
- Frémissements, Éditions Luce Wilquin, 2000  (ISBN 2-88253-148-6),prix des lectrices de Gael 2001[25].
- Élisabeth ou la dérobade amoureuse : intimité d'une reine, Luce Wilquin, 2004  (ISBN 2-88253-257-1)
- Escale au jardin des délices, Luce Wilquin, 2006  (ISBN 9782882533203)
- Les Notes de Jimi H., Luce Wilquin, 2014  (ISBN 9782882534804)
- Les Enfants de Cinecittà, Académia, coll. « Évasion », 2022  (ISBN 9782806106384)

### Pièces de théâtre
- Imprévus dans un musée, 2003, produite au Théâtre royal du Parc[5]
- Maison de vacances, Luce Wilquin, 2008, produite au Théâtre royal du Parc[13]  (ISBN 978-2-88253-366-1)

### Feuilletons radiophoniques
- Victor Hugo, voyageur amoureux, en collaboration avec Anne-Michèle Cremer, Martin Spinhayer et Éric d'Agostino, RTBF en 2003[26]
- Simenon, une vie ne suffit pas, lecture-spectacle par le Magasin d'écriture théâtrale en 2003[27].

### Bandes dessinées
Sauf mention contraire, Thilde Barboni est scénariste des albums.
- Rose d'Élisabethville[28],[29], Dupuis, coll. « Aire libre », Marcinelle, août 2010
Scénario : Thilde Barboni - Dessin : Séraphine - Couleurs : Séraphine, Alice Moons -  (ISBN 978-2-8001-4702-4) — 68 pages, grand format.

#### Agence Interpol
- 3. Rome - Purple cats[17], Dupuis, Marcinelle, 4 janvier 2013
Scénario : Thilde Barboni - Dessin : Alessio Lapo - Couleurs : François Cerminaro -  (ISBN 978-2-8001-5251-6)

#### Les Anges visiteurs
- 1. Eva[18], Éditions Sandawe, 29 avril 2015
Scénario : Thilde Barboni - Dessin et couleurs : Emmanuel Murzeau -  (ISBN 978-2-930623-31-3)
- 2. Les Jumeaux célestes[30],[31], Éditions Sandawe, 3 février 2016
Scénario : Thilde Barboni - Dessin et couleurs : Emmanuel Murzeau -  (ISBN 978-2-390-14018-4)

#### Monika
- 1. Les Bals masqués[32],[33], Dupuis, Marcinelle, 7 mai 2015
Scénario : Thilde Barboni - Dessin et couleurs : Guillem March -  (ISBN 978-2-8001-6305-5)
- 2. Vanilla dolls[34], Dupuis, Marcinelle, 4 septembre 2015
Scénario : Thilde Barboni - Dessin et couleurs : Guillem March -  (ISBN 978-2-8001-6306-2)
- Hibakusha[35], dessin d'Olivier Cinna, Dupuis, coll. « Aire libre », 2017  (ISBN 978-2-8001-7073-2)

#### D. O. W.
- 1. Les Ailes du loup[36],[37],[38], Dupuis, Marcinelle, 11 septembre 2020
Scénario : Thilde Barboni - Dessin et couleurs : Gabor (Gabriel López Mendoza) -  (ISBN 979-10-34731-39-8)

## Prix
- 1982 :  prix de la Ville de Bruxelles pour L'Exil du Centaure[25] ;
- 2001 :  prix des lectrices de Gael pour Frémissements[25].

### Émissions de radio
- « La librairie francophone : Thilde Barboni, Jean Bernard Pouy et Christina Buley-Uribe », sur France Inter, 1er octobre 2006.

### Vidéographie
- [vidéo] « Coups de midi des Riches Claires : Rencontre littéraire avec Thilde Barboni », sur YouTube, 15 juillet 2022